# Color TV Game Block Kuzushi
 (octobre 2019).
Si vous disposez d'ouvrages ou d'articles de référence ou si vous connaissez des sites web de qualité traitant du thème abordé ici, merci de compléter l'article en donnant les références utiles à sa vérifiabilité et en les liant à la section « Notes et références ».
La Color TV Game Block Kuzushi est le quatrième modèle Color TV-Game de Nintendo. Elle sort le 23 avril 1979 au prix de 13 500 ¥.
Elle est conçue intégralement par Nintendo (elle est d'ailleurs la première console de la firme à arborer un logo « Nintendo »), et c'est notamment Shigeru Miyamoto qui s'occupa du design de la console, apportant un soin particulier au confort de jeu. Ainsi elle est adaptée aussi bien aux droitiers qu'aux gauchers, et est utilisable sans avoir besoin de lire de mode d'emploi.
Elle dispose d'une molette et d'un bouton fixés directement sur la console, et propose six versions d'un casse-briques basé sur Breakout, sans mode multijoueur. Ce jeu s'explique par le succès des casse-briques dans les salles d'arcade japonaises de 1977 à 1978. La différence du jeu de Nintendo est que les joueurs pouvaient régler plusieurs options, comme le nombre de balles simultanées ou la vitesse de la balle.
La machine connut un certain succès, avec 400 000 exemplaires vendus.